# Pine (cliente de email)
Pine é um cliente de email de linha de comando (CLI) que foi desenvolvido na University of Washington. A primeira versão foi escrita em 1989, e anunciada ao público em março, 1992. O código fonte foi disponibilizado apenas em versão Unix sob uma licença escrita pela University of Washington. Pine não está mais sob desenvolvimento, e foi substituído pelo cliente Alpine, que é disponibilizado sob Apache License .

## Plataformas suportadas
Existem versões Unix, Windows e Linux do Pine. A versão Unix/Linux funciona por interface de linha de comando — seu editor de mensagem inspirou o editor de texto Pico. As versões Windows (e anteriormente a versão DOS) são chamadas PC-Pine. WebPine, disponível para indivíduos associados à University of Washington (estudantes, professores, etc.), é uma versão do Pine implementada como uma aplicação web.

## Etimologia
Muitos creem que Pine é um acrônimo: "Pine Is Not Elm". Um de seus autores originais, Laurence Lundblade, insiste que nunca foi isso e que começou simplesmente como uma palavra, não um acrônimo; posteriormente aceitaram como acrônimo: "Pine Is Nearly Elm". Ao longo do tempo isso foi mudado pela Universidade para significar "Program for Internet News and E-mail".  O anúncio original diz: "Pine was originally based on Elm, but it has evolved much since, ('Pine Is No-longer Elm')."

## Licenciamento e clones
Após a versão 3.91, a licença do Pine era similar à do BSD.
A Universidade registrou um trademark para o nome Pine.
A partir da versão 3.92 a University of Washington mudou a licença tal que mesmo com o código fonte disponível, eles não permitiriam modificações e melhoramentos no Pine. Eles afirmam que mesmo a velha licença nunca permitiu distribuição de versões modificadas.
A marca registrada para o nome Pine tornava clara essa posição deles em torno do assunto.
Em contrapartida, alguns desenvolvedores fizeram um versão fork a partir da versão 3.91 com o nome MANA (Mail And News Agent) para evitar a edição com copyright e o GNU project o adotou como GNU Mana.  Richard Stallman veiculou que a University of Washington ameaçou processar a Free Software Foundation por distribuir distribuir o Pine modificado, resultando na paralisação do desenvolvimento do MANA e o fim de novas versões.
A University of Washington posteriormente modificou sua licença para permitir a distribuição de versões não-modificadas lado a lado com coleções de software livre, mas a licença não está em conformidade com as diretrizes open source e free software, na prática ele é semi-free software, efetivamente software proprietário.

## Alpine
Em 2006, a University of Washington anunciou que pararia o desenvolvimento do  Pine com a versão 4.64.
Em seu lugar há uma nova família de ferramentas de e-mail baseada no Pine, chamada Alpine e licenciada sob a Apache License, versão 2. Novembro 29, 2006 é a data do lançamento da primeira alpha release, com uma nova abordagem, já que as versões de teste alpha do Pine nunca foram públicas.
Alpine 1.0 foi publicamente lançado em Dezembro 20, 2007. A versão 2.0 foi lançada em 26 Agosto de 2008.